# Athyrmina
Athyrmina är ett släkte av fjärilar. Athyrmina ingår i familjen nattflyn.
Kladogram enligt Catalogue of Life:
| Athyrmina | \| \| Athyrmina albigutta \| \| \| \| \| \| Athyrmina birthama \| \| \| \| \| \| Athyrmina melanosticta \| \| \| \| |
|           | \| \| Athyrmina albigutta \| \| \| \| \| \| Athyrmina birthama \| \| \| \| \| \| Athyrmina melanosticta \| \| \| \| |
|           | Athyrmina albigutta                                                                                                 |
|           | |
|           | Athyrmina birthama                                                                                                  |
|           | |
|           | Athyrmina melanosticta                                                                                              |
|           | |